# اچ‌ام‌اس فانتوم (۱۹۱)
اچ‌ام‌اس فانتوم (۱۹۱) (به انگلیسی: HMS Fantome (1901)) یک کشتی بود که طول آن ۲۱۰ فوت (۶۴ متر) بود. این کشتی در سال ۱۹۰۱ ساخته شد.